# Падера
Па́дера — деревня в Балезинском районе Удмуртии.  Является одним из центров компактного проживания чепецких татар в Удмуртии.

## География
Стоит на реке Юнда.

## Население
| 2010 | 2012 | 2014 |
| ---- | ---- | ---- |
| 496  | ↘479 | ↘451 |

## Инфраструктура
Личное подсобное хозяйство с зоной сельскохозяйственного использования, индивидуальная застройка усадебного типа.
Основа экономики — сельское хозяйство.
В деревне располагается комплекс школа-сад (Падеринская основная общеобразовательная школа), который в 2009 году посещали 17 дошкольников и 43 ученика. Также в деревне есть Падеринский СДК, мечеть.

## Транспорт
Автобусное сообщение с райцентром. Остановка общественного транспорта «Падера». 